# Viola jordanii
Viola jordanii är en violväxtart som beskrevs av Hanry. Viola jordanii ingår i släktet violer, och familjen violväxter. Utöver nominatformen finns också underarten V. j. falconeri.

## Bildgalleri

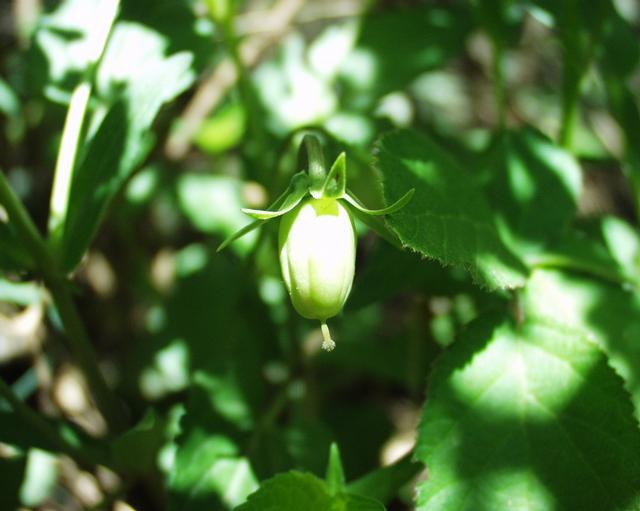
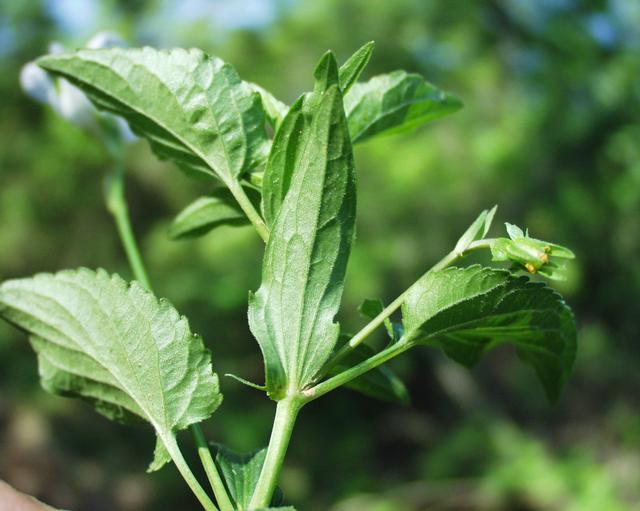
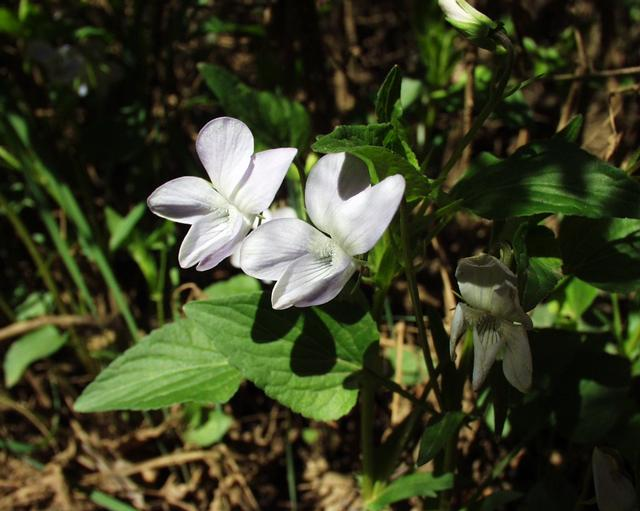
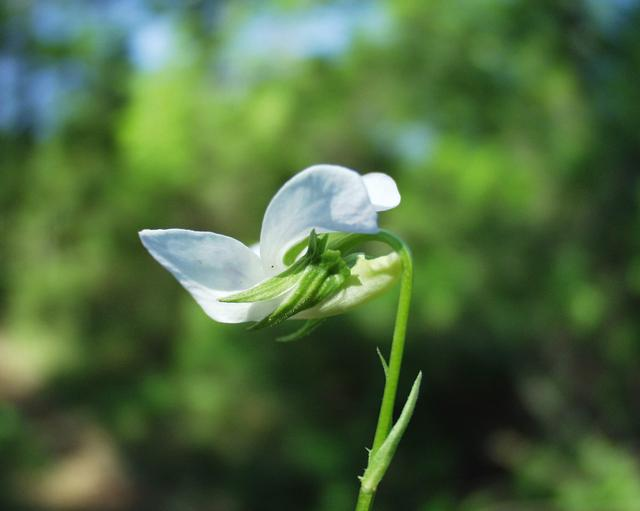